# جنسنگ بچه

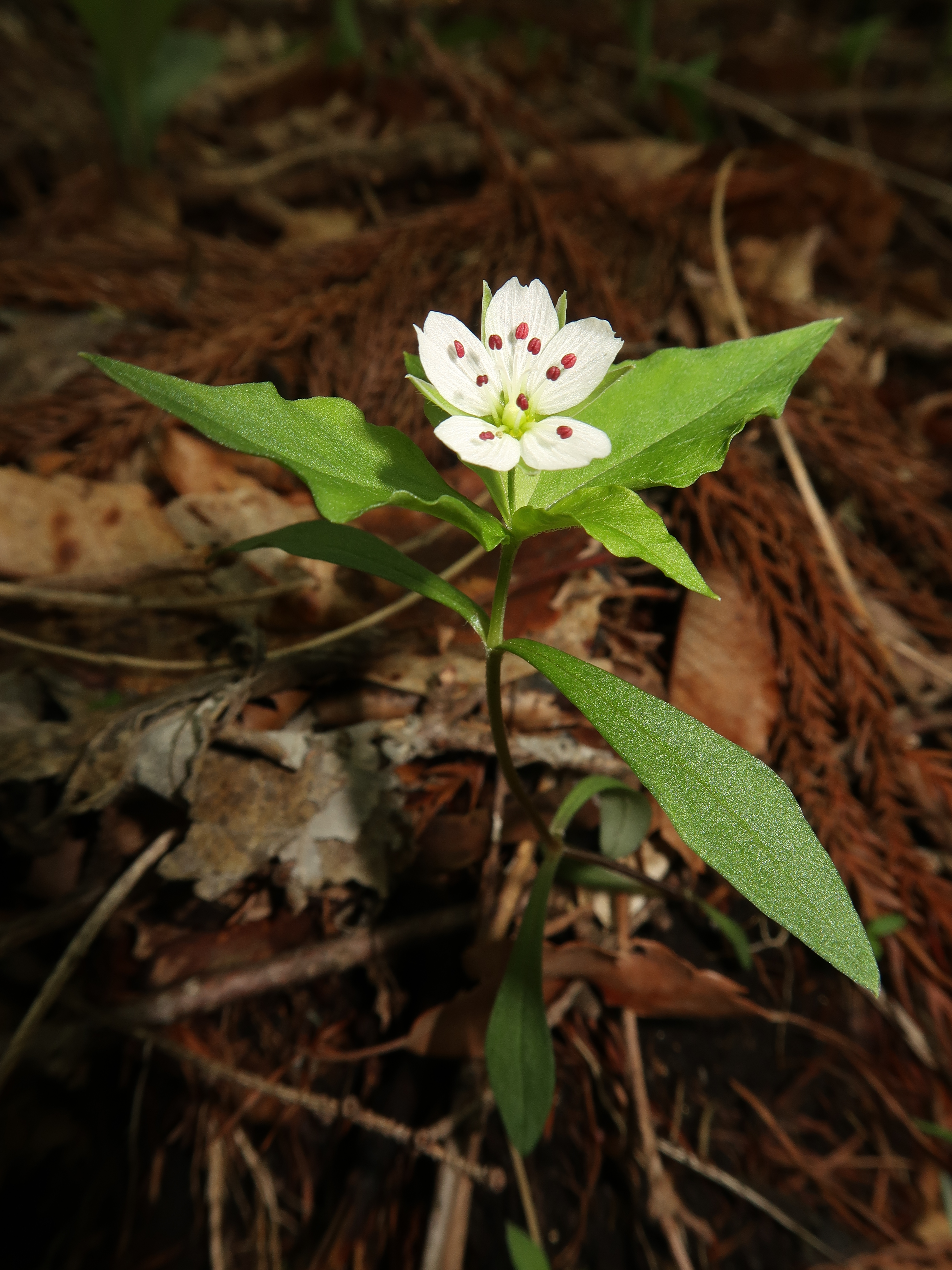
جنسنگ بچه

جنسنگ بچه (نام علمی: Pseudostellaria heterophylla) نام یک گونه از تیره میخکیان است.